# 关俊彦 (1885年)
关俊彦（1885年—1971年），字选庭，男，锡伯族，辽宁开原人，中国教育家、革命家。早年在延边地区从事基础教育工作，九一八事变后参加抗日救国运动，曾被捕入狱。中华人民共和国成立后，担任吉林省人民委员会副省长等职务。

## 生平
1885年生于奉天省开原县八宝乡大湾屯。锡伯族。姓瓜尔佳氏。祖辈从事农牧业，7、8岁时入私塾读书，很快就因家庭经济困难而中途辍学，帮助家庭从事农业生产活动。后来家境有了好转，又继续学业。1902年入开原县张子纲学馆，次年转入傅文翰所设学馆，1904年转入傅连级学馆。同年日俄战争爆发后回乡。1907年9月考入奉天省立农业学堂，曾参加反对日本展轨安奉铁路运动。1908年毕业后留校任园艺技师，负责经营蔬菜、花木、蚕桑等。
1910年7月应邀至延边办学。1913年任延吉县龙井村小学校长。曾参加反对二十一条游行示威活动。1922年任图门江水利公司经理。1924年12月任龙井县教育局局长。期间筹资创办《民生报》，宣传抗日。1931年九一八事变后被迫离开延边。由阎宝航资助而辗转至北平。经由东北老乡田见龙举荐，担任山西省建设厅秘书长兼视察员。1936年6月返回北平，同年8月经李常青、董昆一介绍加入中国共产党。1937年任冀東防共自治政府教科书编辑部副主任，秘密进行地下革命活动。1942年遭人举报被捕入狱。1945年抗日战争胜利后，在沈阳经中共中央东北局批准恢复党籍。
1945年，当选延边行政督察专员公署第一任专员。同年12月，调至长春，筹建吉林省民政厅并任厅长。1948年6月，筹建吉林省高等法院。1949年10月至1954年2月担任法院院长。历任吉林省人民政府委员会副主席（1954年8月至1955年2月）、吉林省人民委员会副省长（1955年2月至1958年7月）、政协吉林省第三届委员会副主席等职务。同时兼任东北行政委员会委员、东北人民政府委员。
1950年11月经高崇民和关梦觉介绍加入中国民主同盟，历任中国民主同盟东北总支部委员，民盟吉长支部主任委员（1951年4月至1955年1月），民盟吉林省委员会副主任委员。
1971年1月9日在长春去世。

## 家庭
儿子关鹤童。侄子关鹤岩。

## 纪念
关俊彦墓位于辽宁省开原市八宝乡大湾屯村。墓碑由吉林省人民政府于1985年11月25日敬立。